# Guerra dels Set Anys
|  | Per a altres significats, vegeu «Guerra dels Set Anys (desambiguació)». |

La guerra dels Set Anys fou un conflicte armat ocorregut entre els anys 1756 a 1763 per determinar el control de Silèsia a Europa així com la supremacia colonial a l'Amèrica del Nord i a l'Índia. La guerra també va tenir com a escenaris la costa d'Àfrica, el Carib i les Filipines. Hi van participar Prússia, Hannover, el Regne de Portugal i l'imperi colonial del Regne de la Gran Bretanya d'una banda, i l'Electorat de Saxònia, l'Arxiducat d'Àustria, el Regne de França, Rússia —fins a l'any 1762—, Suècia —des del 1757 fins al 1762— i Espanya —a partir del 1761—, de l'altra. Aquesta guerra va provocar més de 100.000 morts i ha estat considerada per alguns especialistes com una vertadera primera Guerra Mundial.

## Front europeu
Silèsia, anteriorment austríaca, perduda el 1742 i que va passar a Prússia l'any 1748 pel tractat d'Aquisgrà que va tancar la guerra de successió austríaca, fou el conflicte principal que va portar a la guerra dels Set Anys. Mentre l'emperadriu Maria Teresa intenta reconquerir Silèsia a Frederic el Gran, Lluís XV respon a les provocacions marítimes del Regne de la Gran Bretanya (captura de vaixells comercials francesos) i sol·licita l'aliança austríaca (consagrada pel matrimoni del futur Lluís XVI de França amb Maria Antonieta). El 15 de maig de 1756 la Gran Bretanya declara la guerra a França.

### Prússia ocupa l'Electorat de Saxònia
La guerra comença en sòl europeu quan Frederic el Gran del Regne de Prússia, que havia rebut informes dels enfrontaments a Amèrica del Nord, va formar una aliança amb Jordi II del Regne de la Gran Bretanya pel tractat de Westminster el 16 de gener de 1756. Basats en els termes de l'acord, tant Prússia com Gran Bretanya evitarien el pas de qualsevol potència aliena a través d'Alemanya. En resposta, l'Arxiducat d'Àustria i el Regne de França signaren l'1 de maig de 1756 el Tractat de Versalles, una inversió en el sistema d'aliances europees vigent fins aleshores. El 29 d'agost de 1756 va dirigir les tropes prussianes a la frontera de l'Electorat de Saxònia, aliat de l'Arxiducat d'Àustria, anticipant-se a la invasió austrofrancesa de Silèsia, eliminant una amenaça per a Prússia, i podent usar l'exèrcit i el tresor saxons per avançar a Bohèmia, on podria establir quarters d'hivern a costa d'Àustria i envair Moràvia des de Silèsia, apoderar-se de la fortalesa d'Olmütz i avançar cap a Viena per forçar la fi de la guerra. Rússia es van aliar amb Àustria tement les aspiracions prussianes sobre la Confederació de Polònia i Lituània.

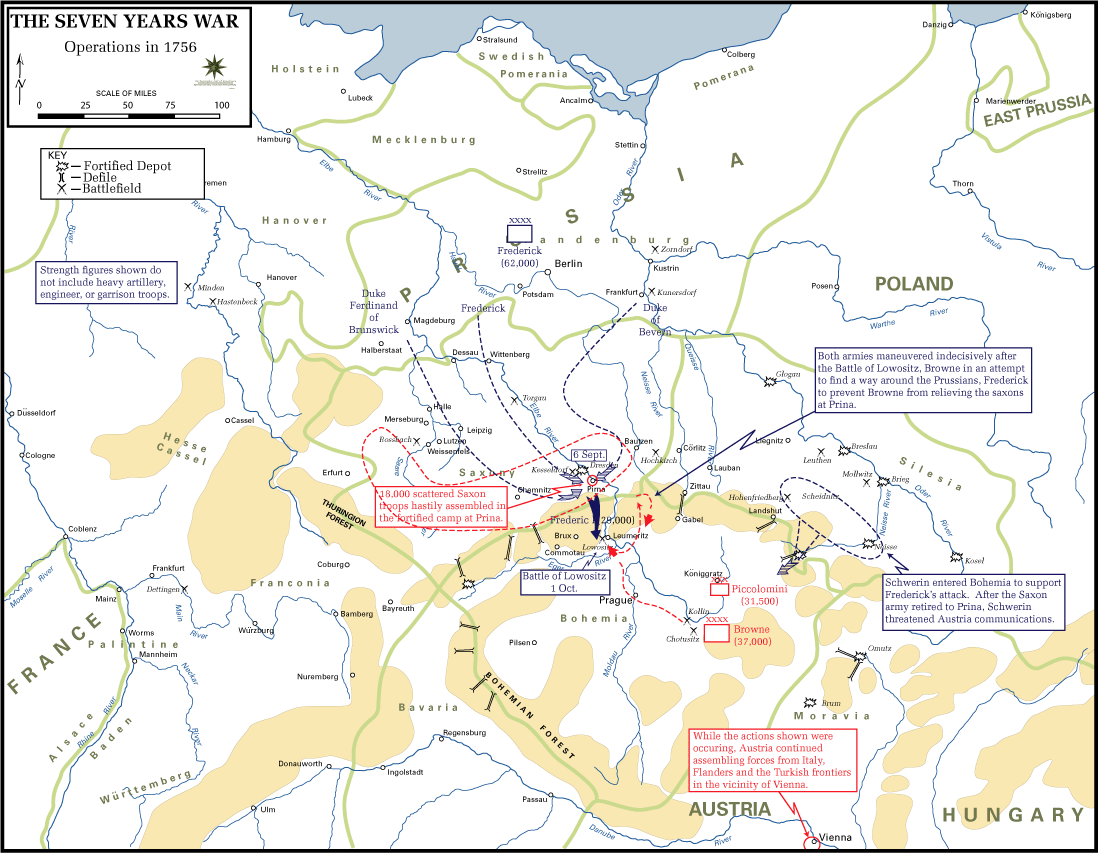
Operacions militars de 1756

Els exèrcits saxons i austríacs no estaven preparats i les seves forces estaven disperses i Frederic va poder ocupar Dresden fàcilment el 9 de setembre, i després de la batalla de Lobositz de l'1 d'octubre de 1756, Maximilian Ulysses Browne es va retirar per unir-se amb un exèrcit saxó aïllat a la fortalesa de Pirna on va quedar assetjat pels prussians, que van ocupar Saxònia. L'exèrcit saxó es va rendir el 14 d'octubre, i va ser incorporat per la força a l'exèrcit prussià. Saxònia es ret el 15 d'octubre, un dia després d'haver-se rendit l'exèrcit saxó. Tot i això, Saxònia va aconseguir de retardar la campanya prussiana.

### Prússia fracassa en la invasió de Bohèmia

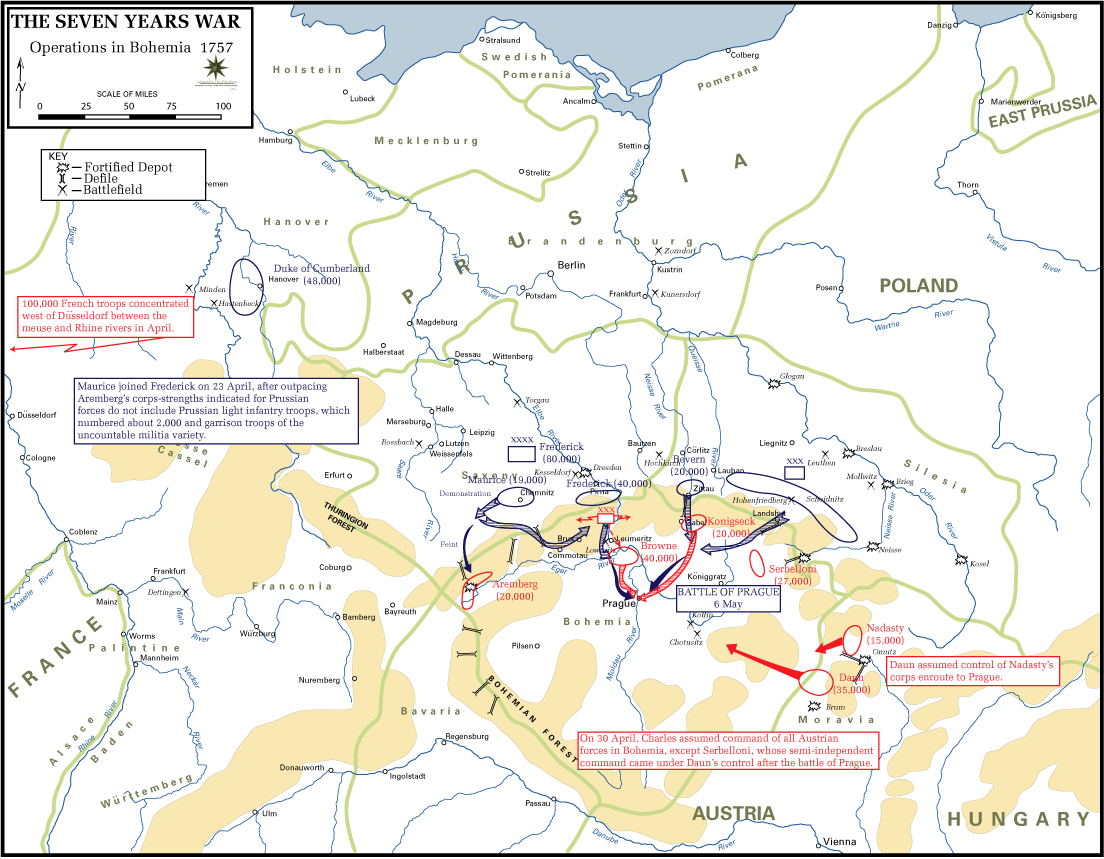
Operacions militars a Bohemia en 1757

Frederic prengué de nou la iniciativa i l'abril de 1757 va envair Bohèmia destrossant un exèrcit austríac el 6 de maig a la Batalla de Praga i va posar setge a la ciutat L'emperadriu Maria Teresa va enviar al mariscal von Daun amb 60.000 homes per salvar la segona ciutat de l'Imperi i Frederic, en inferioritat numèrica va atacar sent derrotat en la batalla de Kolin el 18 de juny i obligat a retirar-se.

### Invasió francesa de Menorca i l'Electorat de Hannover
Els francesos desembarcaren a Menorca amb grans forces i van posar setge a Maó el 20 d'abril de 1756 i John Byng rebé el comandament d'una esquadra destinada a foragitar de l'illa de Menorca, que fou derrotada i el 29 de juny els francesos van prendre l'illa. William Pitt va planejar una incursió amfíbia a Rochefort per envair la ciutat i cremar els vaixells a Charanta per provocar que França hagués de destinar més tropes a protegir el litoral havent de retirar-les del front continental. L'expedició va partir el 8 de setembre amb John Mordaunt comandant les tropes i Edward Hawke la flota. El 23 de setembre, l'Île-d'Aix va ser presa, però la boira no va permetre el desembarcament a Rochefort durant diversos dies i l'expedició va tornar a casa. L'atac va acabar amb un fracàs, però va ser seguit per diverses operacions similars en els anys següents.
La batalla de Hastenbeck del 26 de juliol va dur a la derrota de l'Electorat de Hannover i de Brunsvic, aliats de Prússia i el 9 de setembre se signa la Convenció de Kloster-Zeven, que confirma l'ocupació francesa, però obliga a alliberar tots els presoners hannoverians.

### Suècia i Rússia entren en guerra contra Prússia
Suècia va declarar la guerra a Prússia i va envair Pomerània amb 17.000 homes considerant que aquest petit exèrcit era tot el que es necessitava per ocupar Pomerània creient que no combatria amb els prussians, ocupats en molts altres fronts. La convenció de Kloster-Zeven va deixar el front occidental prussià extremadament vulnerable i Frederic va enviar peticions urgents a Gran Bretanya per a una ajuda més substancial, ja que ara es trobava sense cap suport militar extern.
Elisabet va enfrontar-se a Prússia per una aversió personal a Frederic el Gran i el 17 de maig de 1757 l'exèrcit rus, de 85.000 homes va avançar contra Königsberg comandats per Stepan Fiodorovich Apraksin, i van assetjar Memel, una de les fortaleses més fortes de Prússia i després de cinc dies de bombardeig d'artilleria van assaltar-lo i utilitzar Memel com a base per envair Prússia Oriental i vèncer a la batalla de Gross-Jägersdorf el 30 d'agost de 1757 però no van poder prendre Königsberg en haver esgotat les municions d'artilleria i es van retirar.

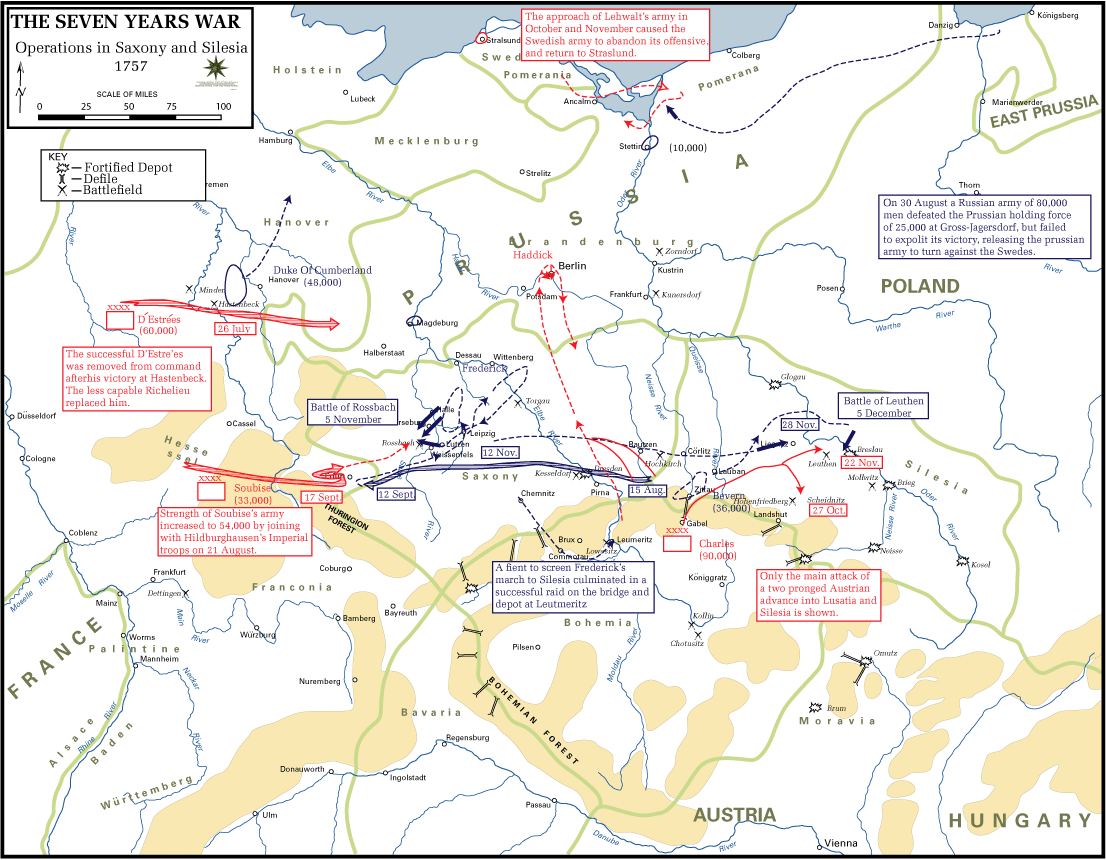
Operacions militars a Saxònia i Silèsia en 1757

La situació era greu per a Prússia, amb els austríacs mobilitzant-se i la força de Charles de Rohan-Soubise que s'acostava des de l'oest amb les tropes franceses i l'exèrcit imperial dels estats alemanys més petits que s'havien unit per lluitar amb l'emperador Francesc I d'Àustria contra Frederic. Tanmateix, al novembre i desembre de 1757, tota la situació a Alemanya es va invertir. A la batalla de Rossbach que té lloc el 5 de novembre, Frederic derrota la coalició entre França i el Sacre Imperi i el 5 de desembre la coalició cau derrotada Àustria a la batalla de Leuthen i Breslau caigué el 20 de desembre, i amb ella el control austríac de Silèsia. L'atac a la neutral Saxònia va causar indignació a tot Europa i va provocar l'enfortiment de la coalició antiprussiana mentre els austríacs havien aconseguit ocupar parcialment Silèsia i, el que és més important, impossibilitar a Frederic aquarterar l'hivern a Bohèmia.
Frederic s'havia consolidat com el millor general i les seves tropes com les millors d'Europa. Tanmateix, Frederic va perdre l'oportunitat de destruir completament l'exèrcit austríac a Leuthen que va escapar a Bohèmia. Frederic esperava que les dues victòries aclaparadores portarien Maria Teresa a la taula de pau, però ella estava decidida a no negociar fins que no hagués tornat a prendre Silèsia. Maria Teresa també va millorar el comandament dels austríacs després de Leuthen substituint el seu cunyat incompetent, Carles Alexandre de Lorena, pel mariscal von Daun.

### Hannover torna a la guerra
Calculant que els russos no atacarien fins al 1758, Frederic va traslladar la major part de les seves forces orientals a Pomerània sota el comandament del mariscal Lehwaldt per combatre als suecs ocupant la major part de la Pomerània Sueca i bloquejant la seva capital Stralsund. Jordi II del Regne Unit després de la batalla de Rossbach va revocar la Convenció de Kloster-Zeven, i Hannover va tornar a entrar en la guerra. Durant l'hivern, el seu nou comandant, el duc Ferran de Brunsvic-Wolfenbüttel va reagrupar el seu exèrcit i va llançar una sèrie d'ofensives que van fer retrocedir els francesos a través del riu Rin i mantenint segur el flanc occidental de Prússia durant la resta de la guerra. Els britànics havien sofert més derrotes a Amèrica del Nord, especialment a la batalla de Fort William Henry però a Europa s'havien estabilitzat. L'agost de 1757 un nou govern de coalició britànic va donar un fort impuls a l'esforç de guerra emfatitzant el compromís de Newcastle en defensa de les possessions alemanyes, com la determinació de Pitt d'utilitzar el poder naval per apoderar-se de les colònies franceses arreu del món, una "estratègia dual" que dominaria la política britànica durant els següents cinc anys.
Al gener de 1758, els russos van envair Prússia Oriental, on la província, gairebé desproveïda de tropes, va oposar poca oposició. La Prússia Oriental havia estat ocupada per les forces russes durant l'hivern i romandria sota el seu control fins al 1762, tot i que era molt menys valuosa estratègicament per a Prússia que Brandenburg o Silèsia. En qualsevol cas, Frederic no va veure els russos com una amenaça immediata i, en canvi, va mantenir l'esperança de lliurar primer una batalla decisiva contra Àustria que els eliminaria de la guerra.

### Els anglesos expulsen als francesos de Hannover
L'abril de 1758 els anglesos van enviar 9.000 soldats per reforçar l'exèrcit de Hannover de Ferran i complementat per tropes prussianes va expulsar els francesos de Hannover i Westfàlia i va tornar a capturar el port d'Emden el març de 1758 abans de creuar el Rin amb les seves pròpies forces, però malgrat la victòria a la batalla de Rheinberg i el 23 de juny de 1758 a la batalla de Krefeld i la breu ocupació de Düsseldorf, es va veure obligat a retirar-se a través del Rin.
Al febrer de 1758 una flota britànica que havia bloquejat una flota francesa a Cartagena va atacar i derrotar una força francesa que venia en la seva ajuda, impedint l'assistència a la fortalesa francesa de Louisbourg a Amèrica del Nord, assetjada per les forces britàniques i va caure aquell any. Malgrat l'èxit estratègic discutible i el fracàs operatiu del descens a Rochefort, William Pitt va preparar una altra operació que va desembarcar el 5 de juny de 1758 a la badia de Cancalle, dirigint-se a Sant-Maloù, que no va poder prendre, i va atacar el port proper de Saint-Servant on va cremar vaixells al port i destruir quatre vaixells de guerra que estaven en construcció, i l'atac a Le Havre i Cherbourg van ser abandonats tornar, després d'haver danyat els corsaris francesos i proporcionant una nova demostració estratègica contra la costa francesa. A l'agost la flota anglesa finalment pogué atacar Cherbourg però el setembre fracassà a Saint-Cast patint grans pèrdues i finalitzant els atacs a la costa francesa.
A principis de 1758, Frederic va llançar una invasió de Moràvia i va posar setge a Olmütz però després de la victòria austríaca a la batalla de Domstadtl el 30 de juny un comboi de subministraments va trencar el setge i Frederic es va retirar de Moràvia marcant el final del seu últim intent de llançar una gran invasió del territori austríac. El 14 d'octubre els austríacs van sorprendre els prussians a la batalla de Hochkirk en la que Frederic va perdre molta artilleria però va poder retirar-se'n de manera ordenada.
En aquest moment Frederic estava cada cop més preocupat per l'avanç rus des de l'est i va marxar per contrarestar-lo, i el 25 d'agost a la batalla de Zorndorf un exèrcit prussià de 35.000 homes comandat pel propi Frederic va lluitar contra un exèrcit rus de 43.000 comandats pel comte William Fermor i els russos acaben per retirar-se del camp de batalla. El 25 de setembre a la batalla de Tornow, els prussians s'enfronten amb els suecs i aquests aconsegueixen de rebutjar sis atacs prussians però no van continuar fina a Berlín després de la batalla de Fehrbellin.
La guerra continuava indecisa quan el 14 d'octubre els austríacs del mariscal von Daun van sorprendre el principal exèrcit prussià a la batalla de Hochkirch a Saxònia. Frederic va perdre gran part de la seva artilleria però es va retirar en bon ordre, ajudat pels boscos densos però els austríacs van avançar poc en la campanya a Saxònia i després de l'intent frustrat de prendre Dresden, les tropes de von Daun es van veure obligades a retirar-se a territori austríac per a l'hivern, de manera que Saxònia va romandre sota l'ocupació prussiana. Al mateix temps, els russos van fracassar en un intent de prendre Kolberg, a Pomerània als prussians.
El 1759 es produeixen algunes desfetes prussianes. Així 47.000 russos dirigits pel comte Saltikov, van derrotar 26.000 prussians comandats pel General Carl Heinrich von Wedel a la batalla de Kay. Malgrat que l'exèrcit de Hannover va derrotar un exèrcit de 60.000 francesos l'1 d'agost a la batalla de Minden, Frederic II va perdre la meitat de l'exèrcit a la batalla de Kunersdorf contra un exèrcit russo-austríac comandat per von Daun; i a la batalla de Maxen contra els austríacs, Prússia va perdre un cos sencer de 13.500 hòmens. No obstant això, els desacords amb els austríacs sobre la logística i els subministraments van fer que els russos es retiressin cap a l'est una vegada més després de Kunersdorf, permetent finalment a Frederic reagrupar les seves forces destrossades.

### Plans d'invasió francesa d'Anglaterra
Per a França el 1758 havia estat decebedor, i arran d'això es va nomenar un nou primer ministre, el duc de Choiseul, que va planejar posar fi a la guerra el 1759 envaint les illes britàniques, acumulant tropes prop de la desembocadura del Loira i concentrant les seves flotes de Brest i Toulon. A l'agost, la flota mediterrània sota el comandament de Jean-François de La Clue-Sabran va ser dispersa la flota britànica d'Edward Boscawen a la batalla de Lagos i el 20 de novembre a la batalla de la badia de Quiberon, l'almirall britànic Edward Hawke va capturar la flota de Brest d'Hubert de Brienne i va enfonsar, capturar o forçar molts d'ells a encallar, posant un fi als plans francesos d'invasió.

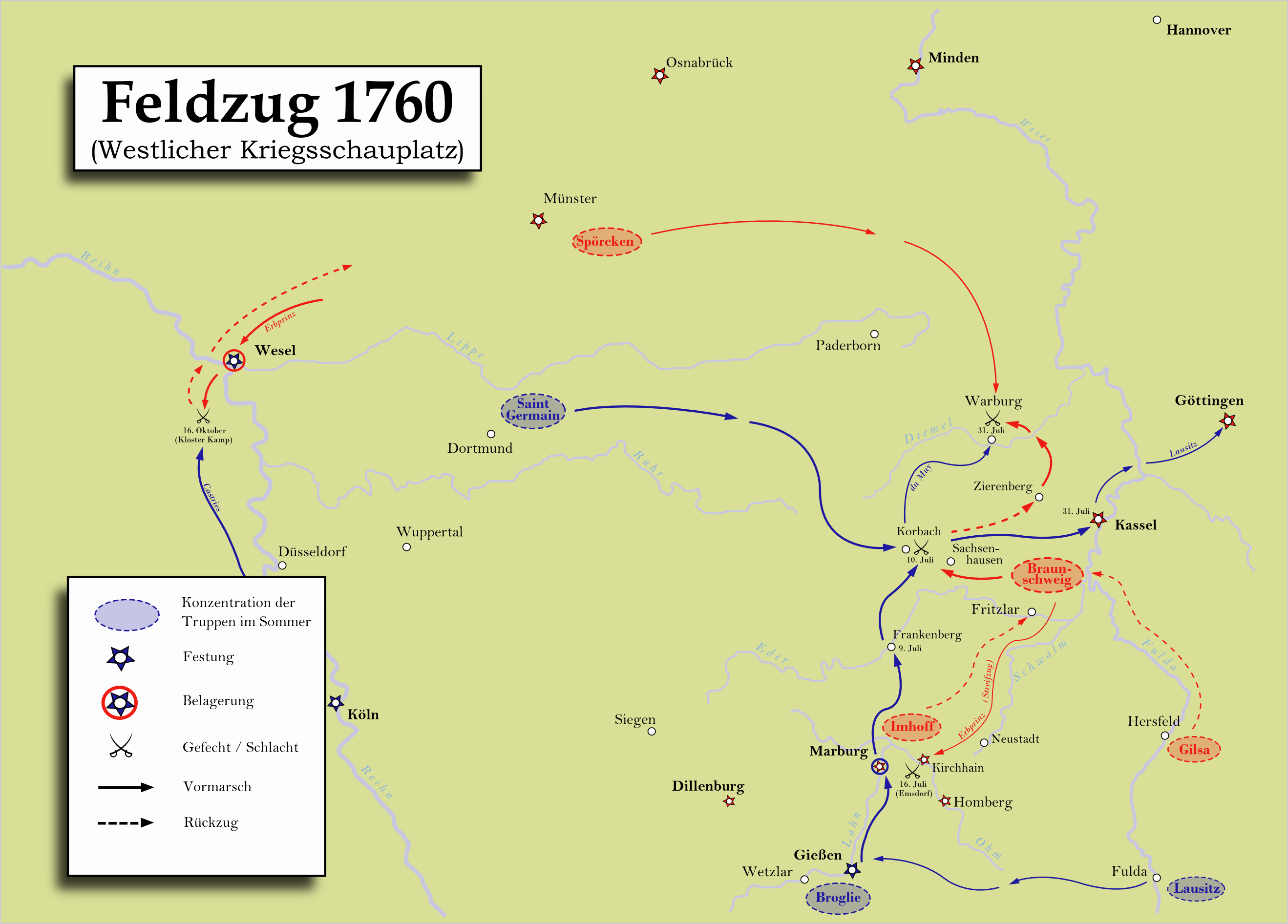
Operacions militars al front occidental en 1760

L'any 1760, el general Fouqué va ser derrotat pels austríacs a la batalla de Landeshut, i els suecs van capturar part de Pomerània, mentre que Hannover va vèncer els francesos a la batalla de Warburg defensant amb èxit Westfàlia dels francesos impedint el pas del riu Diemel per ajudar els austríacs contra Prússia a l'est, però es van veure obligats a abandonar l'estat aliat de Hessen-Kassel al sud i Warburg i Göttingen van caure en mans franceses. Malgrat això, els austríacs, sota el comandament del general Laudon, van capturar Glatz a Silèsia. Decidint enfrontar-se a l'exèrcit de Daun, Frederic II de Prússia va abandonar el seu intent de reocupar Dresden, que havia caigut en mans austríaques en 1759, i va aconseguir una forta victòria a la batalla de Liegnitz tot i ser superat en nombre tres a un. Els russos sota el general Pyotr Saltykov i els austríacs sota el general von Lacy van ocupar breument Berlín, a l'octubre, però no la van poder retenir durant molt de temps, tot i això la caiguda de la capital prussa a mans de russos i austríacs va suposar un gran cop per al prestigi de Frederic. El novembre de 1760, Frederic va derrotar el mariscal von Daun a la batalla de Torgau, però va patir baixes molt importants i els austríacs que van perdre l'esperança d'obtenir una victòria decisiva es van retirar en bon ordre.
L'exèrcit rus havia quedat inactiu després de la batalla de Kunersdorf per les febles línies de subministrament i l'octubre de 1759 els austríacs es van haver de comprometre a subministrar els russos però i en la pràctica, els russos van rebre pocs subministraments dels austríacs. A Liegnitz els russos van arribar massa tard per participar en la batalla. Van fer dos intents d'assaltar la fortalesa de Kolberg, però cap dels dos ho va aconseguir, i la tenaç resistència de Kolberg va permetre a Frederic centrar-se en els austríacs en lloc d'haver de dividir les seves forces.
Prússia va començar la campanya de 1761 amb només 100.000 soldats disponibles, molts d'ells nous reclutes, i la seva situació semblava desesperada però alhora les forces austríaques i russes també estaven molt esgotades i no van poder llançar una ofensiva important. El febrer de 1761, el duc Ferran de Brunswick-Wolfenbüttel va sorprendre les tropes franceses a la batalla de Langensalza i després va avançar per assetjar Cassel, havent d'aixecar el setge després de la derrota a la batalla de Grünberg, i a l'estiu Ferran va derrotar dos exèrcits francesos la batalla de Villinghausen.

### Rússia pren Kolberg a Prússia
Al front oriental, el progrés era molt lent doncs l'exèrcit rus depenia molt dels magatzems a Polònia, i l'exèrcit prussià els assaltava, atès que mancats d'efectius, aquesta nova estratègia retardava l'avanç dels seus enemics i l'exèrcit de Frederic II de Prússia, esgotat, no fou atacat al seu quarter general de Brunzelwitz, ja que tant els austríacs com els russos dubtaven a atacar-lo. No obstant això, a finals de 1761, Prússia va patir dos contratemps crítics quan els russos sota Zakhar Txernixov i Piotr Rumiàntsev van assaltar Kolberg a Pomerània, i els austríacs van capturar Schweidnitz. La pèrdua de Kolberg va costar a Prússia el seu darrer port al Bàltic i serviria proveir els seus exèrcits a Europa central per mar, considerablement més ràpid i segur doncs la cavalleria prussiana no podia interceptar vaixells russos al Bàltic i canviant l'equilibri de poder de manera decisiva contra Prússia, que no podia destinar tropes per protegir la seva capital. A Gran Bretanya, es va especular que un col·lapse total prussià era ara imminent.

### Tractat de Sant Petersburg
La Gran Bretanya ara amenaçava amb retirar els seus subsidis si Frederic II de Prússia no considerava oferir concessions per assegurar la pau. Com que els exèrcits prussians s'havien reduït a només 60.000 homes i amb el mateix Berlín a punt de caure assetjat, la supervivència tant de Prússia com del seu rei estava greument amenaçada. Aleshores, el 5 de gener de 1762 va morir Elisabet I de Rússia i el seu successor prussòfil, Pere III de Rússia, pel Tractat de Sant Petersburg va acabar immediatament amb l'ocupació russa de Prússia Oriental i Pomerània, va mediar la treva de Frederic amb Suècia i va posar un cos de les seves pròpies tropes sota el comandament de Frederic. Aleshores, Frederic va poder concentrar-se contra Àustria expulsant-los de gran part de Silèsia després de recuperar Schweidnitz, mentre que el seu germà Enric va guanyar una victòria a Saxònia a la batalla de Freiberg ocupant la major part de Saxònia però no la seva capital, Dresden, i els seus aliats de Brunswick van capturar la ciutat clau de Göttingen i ho van agreujar prenent Kassel.

### Espanya i Portugal entren en la guerra
Quan Ferran VI d'Espanya va morir el 1759 i el va succeir el seu germà petit Carles III d'Espanya, més ambiciós, volia preservar el prestigi d'Espanya com a potència europea i colonial. El 1761 França semblava estar perdent la guerra contra Gran Bretanya, i tement una victòria britànica sobre França, Carles va signar el Tercer Pacte de Família amb França l'agost de 1761, i va reclamar una compensació pels atacs dels corsaris anglesos a les aigües espanyoles.
Gran Bretanya va declarar la guerra a Espanya el 4 de gener de 1762 i Espanya va reaccionar emetent la seva pròpia declaració de guerra contra Gran Bretanya el 18 de gener, i Portugal va seguir unint-se a la guerra al costat de Gran Bretanya. Espanya, ajudada pels francesos, va llançar una invasió de Portugal i va aconseguir capturar Almeida. L'arribada de reforços britànics va frenar un nou avanç espanyol i, a la batalla de València d'Alcántara, les forces britànico-portugueses van envair una important base de subministrament espanyola. Els invasors van ser detinguts a les altures davant d'Abrantes on estaven atrinxerats els angloportuguesos. Finalment, l'exèrcit angloportuguès, ajudat per guerrilles i practicant una estratègia de terra cremada, va perseguir l'exèrcit francoespanyol fins a Espanya, recuperant gairebé tots els pobles perduts, entre ells la caserna espanyola a Castelo Branco plena de ferits i malalts que havien quedat enrere. Entre el 5 de maig i el 24 de novembre de 1762. al nord i l'est de Portugal, l'intent d'invasió espanyola fou tres vegades derrotada, aconseguint una victòria decisiva anglo-portuguesa.

### El final de la guerra a Europa
El llarg bloqueig naval britànic dels ports francesos havia minat la moral de la població francesa, i França havia perdut la majoria de Nova França, tret de part de la Louisiana. La derrota a la batalla de Signal Hill a Terranova, el realiniament de Rússia, la retirada de Suècia i les dues victòries de Prússia contra Àustria, Lluís XV es va convèncer que Àustria no seria capaç de reconquerir Silèsia, que havia de suposar per França rebre els Països Baixos austríacs, sense suport financer i material de Lluís, que ja no estava disposat a oferir, i va fer la pau amb Frederic el Gran evacuant Renània de Prússia, posant fi a la participació de França en la guerra.
El 1763, la guerra a l'Europa central estava en un punt mort entre Prússia i Àustria. Prússia havia recuperat gairebé tota Silèsia als austríacs després de la victòria a la batalla de Burkersdorf i tot i que la seva situació financera no era greu, el regne estava devastat i l'exèrcit severament afeblit, mancat d'homes i havent perdut tants oficials i generals efectius que semblava impossible una ofensiva contra Dresden. Els britànics havien estat aturats pel nou primer ministre, John Stuart, i Pere III de Rússia havia estat enderrocat per la seva dona, Caterina II de Rússia, que va posar fi a l'aliança de Rússia amb Prússia i es va retirar de la guerra. Àustria, però, com la majoria de participants, s'enfrontava a una greu crisi financera i va haver de reduir la mida del seu exèrcit afectar molt el seu poder ofensiu. En aquell moment, Àustria encara controlava Dresden, el sud-est de l'Electorat de Saxònia i el comtat de Glatz al sud de Silèsia, però la perspectiva de la victòria era feble sense el suport rus, i Maria Teresa I d'Àustria havia abandonat en gran part les seves esperances de reconquerir Silèsia; el seu canceller, el seu marit i el seu fill gran la van instar a fer les paus, mentre que Daun va dubtar a atacar Frederic. El 1763 es va arribar a un acord de pau amb el Tractat de Hubertusburg, en què Glatz va ser retornat a Prússia a canvi de l'evacuació prussiana de Saxònia. Això va acabar amb la guerra al centre d'Europa.

## Amèrica del Nord
A Amèrica del Nord el primer atac britànic es va produir el maig de 1754. Però el primer enfrontament que va anar més enllà d'una petita escaramussa es va produir dos mesos després, al juliol, a Fort Necessity. El 1756 els francesos van capturar Fort Oswego i l'any següent Fort William Henry als britànics. Aquesta darrera victòria es va embrutar quan els aliats nadius de França van trencar els termes de la capitulació i van atacar la columna britànica en retirada, que estava sota la guàrdia francesa, matant soldats i fent captius molts homes, dones i nens mentre els francesos es negaren a protegir els seus captius. Els desplegaments navals francesos el 1757 també van defensar amb èxit la fortalesa clau de Louisbourg a l'Illa del Cap Bretó assegurant les aproximacions al Quebec cap al mar. La campanya anglesa de 1758 va aconseguir prendre Louisbourg després que els reforços francesos quedessin bloquejats per la victòria naval britànica a la batalla de Cartagena, i les captures de Fort Duquesne i Fort Frontenac. Els britànics van continuar el procés de deportació de la població acadiana amb una onada d'operacions importants contra Île Saint-Jean, el riu St. John i les valls del riu Petitcodiac, i tot i que un gran exèrcit britànic de més de 16.000 homes fou derrotat en la batalla de Fort Carillon, la pèrdua de Louisbourg i Frontenac va fer que els francesos perdessin els seus queviures i provisions per a la campanya de la vall del riu Ohio i l'abandonament de molts dels seus aliats nadius obligant als francesos a adoptar una postura defensiva centrada al voltant de Quebec i Montreal, i la Confederació Iroquesa va tornar a entrar en la guerra en el bàndol britànic a finals de 1758.
Totes les campanyes britàniques contra Nova França van tenir èxit el 1759, part del que es va conèixer com a Annus Mirabilis. A partir del juny de 1759, els britànics sota el comandament de James Wolfe i James Murray van establir un campament a l'illa d'Orleans a través del riu Sant Llorenç des del Quebec, cosa que els va permetre començar el setge de tres mesos que va seguir. Els francesos sota el marquès de Montcalm van anticipar un assalt britànic a l'est del Quebec, així que va ordenar als seus soldats que fortifiquessin la regió de Beauport. El juliol de 1759, Fort Niagara i Fort Carillon van caure en mans de forces britàniques importants, tallant la comunicació amb els forts fronterers francesos més a l'oest. El 31 de juliol, els britànics van atacar Beauport amb 4.000 soldats, però els francesos situats a dalt dels penya-segats amb vistes a les cascades de Montmorency van obligar les forces britàniques a retirar-se a l'illa d'Orleans. Mentre Wolfe i Murray planejaven una segona ofensiva, els guardaboscos britànics van assaltar els assentaments francesos al llarg del Sant Llorenç, destruint subministraments d'aliments, municions i altres béns en un intent de vèncer els francesos per fam.
El 13 de setembre de 1759 James Wolfe va dirigir 5.000 soldats fins a les Planes d'Abraham a l'oest de la ciutat de Quebec posicionant-se entre les forces de Montcalm i les de Louis Antoine de Bougainville. Montcalm va atacar immediatament sense esperar l'arribada de Bougainville i van ser derrotats. Wolfe i el marquès de Montcalm moriren de les ferides. Els francesos van abandonar la ciutat i els francesos canadencs liderats per François Gaston de Lévis van organitzar una contraofensiva a les Planes d'Abraham a la primavera de 1760, amb èxit inicial a la batalla de Sainte-Foy però Lévis no va poder prendre mai la ciutat doncs i els reforços que esperava no van arribar per la superioritat naval britànica després de la batalla de Pointe-aux-Trembles i la batalla de Restigouche. Lévis va optar per retirar-se i tornar a Montreal.
A l'agost els aliats amerindis de França van arribar a un acord de neutralitat amb els britànics al tractat d'Oswegatchie i després d'una campanya aclaparadora de dos mesos de les forces britàniques i que els últims reductes de la milícia canadenca fossin derrotats a la batalla de les Mil Illes, Jeffrey Amherst va romandre a Fort Lévis durant quatre dies i després va dirigir-se a Montreal, on es va reunir amb les forces del Quebec i el llac Champlain i encerclant completament la ciutat amb 17.000 homes, cremant pobles al llarg del camí i provocant desercions massives de la milícia canadenca. El 8 de setembre de 1760, Montreal va ser rendida pel governador de Nova França, el marquès de Vaudreuil, per evitar més vessament de sang. Amb totes les forces franceses expulsades de Nova França, la guerra franco-índia es donava per acabada. En veure la derrota francesa i índia, el 1760, les Sis Nacions de la confederació Iroquesa va renunciar a continuar la guerra i van negociar el tractat de Kahnawake amb els britànics, pel què podrien desplaçar-se sense restriccions entre Canadà i Nova York, ja que les nacions tenien un extens comerç entre Montreal i Albany, així com poblacions que vivien per tota la zona.
Hi va haver un últim enfrontament, la batalla de Signal Hill el setembre de 1762, en un intent d'obtenir alguna victòria per negociar, en la que els francesos van enviar una flota per prendre Saint John's, però fou derrotada; la victòria anglesa va permetre la conquesta definitiva de Terranova. Com que la Guerra dels Set Anys encara no havia acabat a Europa, els britànics van posar tota Nova França sota un règim militar mentre esperaven els resultats. Aquest règim duraria de 1760 a 1763.
La pau es va pactar en el Tractat de París el 10 de febrer de 1763, i va suposar la pèrdua de totes les possessions continentals franceses, ja que també va haver de cedir Louisiana a Espanya en compensació per la pèrdua de Les Florides a mans dels britànics.

## Amèrica del Sud
Espanya i Portugal van redefinir les fronteres a Amèrica del Sud en el tractat de Madrid de 1750 però la resistència per part dels jesuïtes i dels indígenes tutelats per ells va provocar a la llarga la reclamació espanyola de les Missions Orientals. El Tractat d'El Pardo de 1761 va anul·lar el Tractat de Madrid, i pel qual Espanya no havia de lliurar les Missions Orientals i Portugal retenia la Colonia del Sacramento.
Espanya va declarar la guerra contra Gran Bretanya el 18 de gener de 1762, i Portugal va seguir unint-se a la guerra al costat de Gran Bretanya. Entre setembre de 1762 i abril de 1763, les forces espanyoles dirigides per don Pedro Antonio de Cevallos, governador de Buenos Aires van emprendre una campanya contra els portuguesos a la Banda Oriental, conquerint els assentaments portuguesos de Colonia del Sacramento i Rio Grande de São Pedro i van forçar els portuguesos a rendir-se i retirar-se, entretant els portuguesos van conquerir la major part de la vall del Rio Negro, i van repel·lir un atac espanyol a Mato Grosso.
Amb el Tractat de París de 1763, Espanya va haver de retornar a Portugal l'assentament de Colonia del Sacramento però el vast i ric territori de l'actual Rio Grande do Sul seria presa de l'exèrcit espanyol durant la guerra hispanoportuguesa no declarada fins al Tractat de San Ildefonso de 1777. Com a conseqüència de la guerra, el sistema de fortificacions de Valdivia al sud de Xile, va ser actualitzat i reforçat a partir de 1764, i altres localitats vulnerables del Xile colonial com l'arxipèlag de Chiloé, Concepción, l'arxipèlag Juan Fernández i Valparaíso també es van preparar per a un eventual atac anglès. La guerra també va contribuir a la decisió de millorar les comunicacions entre Buenos Aires i Lima, donant lloc a l'establiment d'una sèrie de refugis de muntanya als alts Andes anomenats Casuchas del Rey.

## Cuba i Filipines
A mesura que la guerra avançava, el govern espanyol neutral es va preocupar que la cadena de grans pèrdues franceses a mans dels britànics s'havia convertit en una amenaça per als interessos espanyols. Gran Bretanya va declarar la guerra contra Espanya el 4 de gener de 1762, i el 18 de gener de 1762, Espanya va emetre la seva pròpia declaració de guerra contra la Gran Bretanya.
Els britànics ocuparen Cuba i Filipines, territoris que Carles III recuperà en el Tractat de París (1763), el qual, però, l'obligà a cedir les Florides als britànics i la Colonia del Sacramento a Portugal.

## India
L'esclat de la Guerra va renovar el llarg conflicte entre la Companyia Britànica de les Índies Orientals i la Companyia Francesa de les Índies Orientals per la influència al subcontinent indi. Els francesos es van aliar amb l'Imperi mogol per resistir l'expansió britànica. La guerra va començar al sud de l'Índia, però es va estendre a Bengala, on les forces britàniques de Robert Clive van recuperar Calcuta del Nawab Siraj ud-Daulah, aliat francès, i el van expulsar del seu tron a la batalla de Plassey el 1757. El mateix any, els britànics també van capturar Chandernagar, l'assentament francès a Bengala.
Al sud, tot i que els francesos van capturar Cuddalore, el seu setge de Madràs va fracassar, mentre que el comandant britànic Eyre Coote va derrotar decisivament el comte de Lally a la batalla de Wandiwash el 1760 i va envair el territori francès dels Circars del Nord. La capital francesa a l'Índia, Pondicherry, va caure en mans dels britànics el 1761, i amb la caiguda dels assentaments francesos menors de Karikal i Mahé va suposar eliminar el poder francès a l'Índia. En 1763, després del Tractat de París, França perd al seu primer imperi colonial, en particular els seus territoris del Dècan a l'Índia. La influència de la Companyia francesa va declinar gradualment, no sent capaç de mantenir-se econòmicament, i va ser abolida en 1769.

## Àfrica occidental
William Pitt va enviar una expedició per prendre l'assentament francès a Saint Louis del Senegal, i els britànics van capturar Senegal amb facilitat el maig de 1758 enduent-se grans quantitats de mercaderies capturades. Aquest èxit va convèncer Pitt de llançar dues expedicions més per prendre l'illa de Gorée i l'establiment comercial francès a Gàmbia. Les batalles a l'Àfrica occidental van ser, finalment, una sèrie d'expedicions britàniques contra les riques colònies franceses. Els britànics i els francesos havien estat competint per la influència a la regió de Gàmbia després de l'adquisició de l'illa James el 1664 pels anglesos als holandesos. La pèrdua d'aquestes valuoses colònies a mans britàniques va afeblir encara més l'economia francesa.

## Potències neutrals

### Imperi Otomà
Tot i ser una de les principals potències europees del període l'Imperi Otomà va ser notablement neutral durant la Guerra dels Set Anys. Després del seu estancament militar amb l'Imperi Rus i la seva victòria posterior sobre el Sacre Imperi Romanogermànic (i fins a cert punt Àustria), durant la Guerra Austro-Russo-Turca de 1735 a 1739 i la signatura del Tractat de Belgrad, l'imperi havia gaudit d'una generació de pau mentre Àustria i Rússia lluitaven contra l'ascens de Prússia a l'Europa de l'Est. Frederic el Gran va maniobrar diplomàticament amb Mustafà III per portar l'imperi a la guerra al costat de Prússia, Gran Bretanya i els seus altres aliats i el 29 de març de 1761 es va signar un tractat d'amistat amb Prússia que no va arribar a aliança, però que orientava Turquia cap a una futura influència militar prussiana, però va ser persuadit per la seva cort de no unir-se a la guerra.

### Regne de Dinamarca i Noruega
El Regne de Dinamarca i Noruega es mantingué neutral durant la guerra dels Set Anys tot i que van estar a punt de ser arrossegada a la guerra al costat de França a causa de les accions de l'Imperi Rus quan Pere III de Rússia va voler recuperar el seu títol de ducat de Holstein-Gottorp de mans de Frederic V de Dinamarca, i estava disposat a atacar-los per fer-ho, tanmateix l'emperador rus va ser deposat per la seva dona, Caterina II de Rússia, abans que la guerra pogués esclatar.

### Països Baixos
La República Holandesa havia tingut un paper central en les guerres contra la Lluís XIV de França a finals del segle XVII i principis del segle xviii fent guerres a crèdit a un gran cost, i això va motivar als holandesos a mantenir-se al marge de la guerra de successió de Polònia i la guerra de successió d'Àustria.
Pieter Steyn, Gran Pensionari d'Holanda, va voler que les Províncies Unides alineessin la seva política exterior amb l'estat de les seves finances, fent tot el possible per garantir que la República no s'impliqués en la disputa franco-britànica, malgrat l'animadversió cap a França i ser un aliat de la Gran Bretanya des de fa temps, tot i que Londres estava exercint una gran pressió sobre els Estats Generals perquè tinguessin tropes disponibles per a la defensa de Gran Bretanya tan bon punt s'iniciessin les hostilitats amb França, i que la princesa Anna, regent de Guillem V d'Orange era la filla de Jordi II del Regne Unit. Tanmateix, els rics comerciants d'Amsterdam no volien anar a la guerra pels interessos de Gran Bretanya, i juntament amb les garanties donades per Lluís XV, que no volia multiplicar els seus enemics, i que va ser Frederic el Gran de Prússia el que va trencar la pau, va fer possible que Steyn declarés neutral la República. Malgrat les amenaces britàniques, la detenció de molts vaixells mercants holandesos per part dels britànics i diversos incidents, la República va preservar la seva neutralitat durant la guerra, però extraoficialment, la Companyia Holandesa de les Índies Orientals intentaria soscavar o fins i tot impedir la dominació britànica a l'Índia durant la Tercera Guerra del Carnàtic.

### Pèrsia
Pèrsia estava dominada per la dinastia Zand durant la guerra dels Set Anys i com l'Imperi Otomà, també van ser neutrals durant la guerra doncs Karim Khan Zand estava en procés de legitimar la seva reclamació al tron persa col·locant al tron un rei titella, Ismaïl III de Pèrsia, net de l'últim rei safàvida, i el 1760, quan havia aconseguit eliminar tots els altres possibles aspirants al tron i a Ismail III, es va establir com el cap de la seva pròpia dinastia.

## Tractat de París

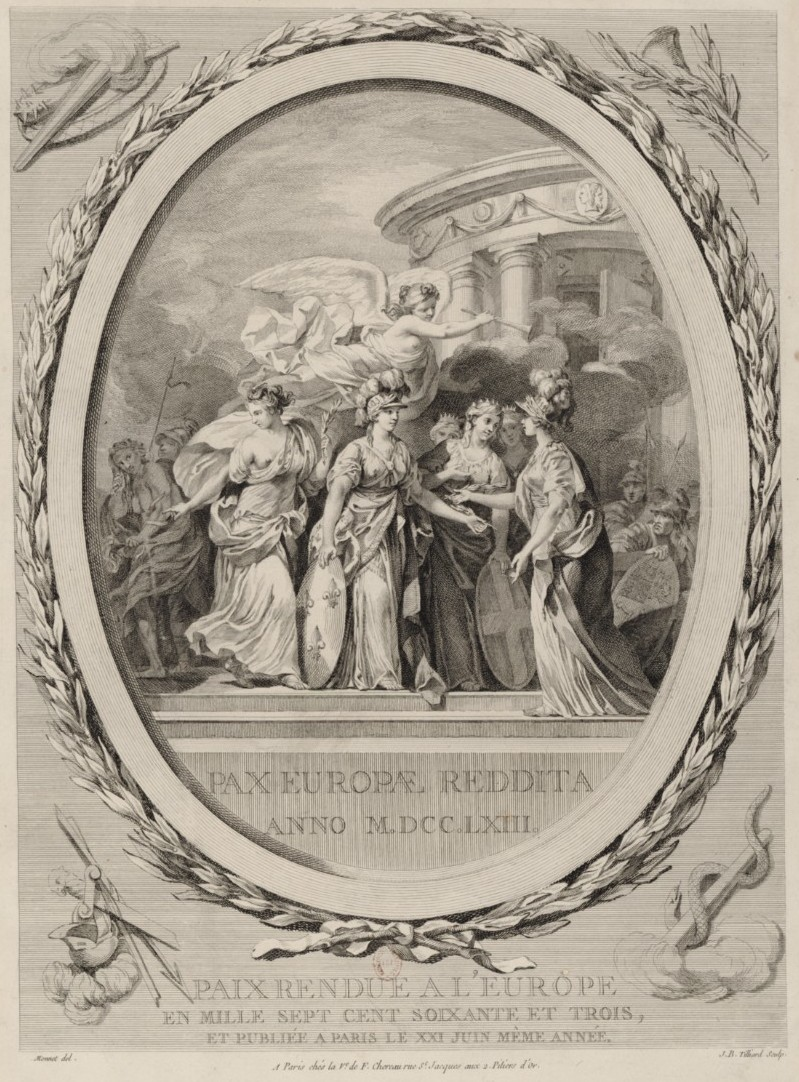
Gravat al·legòric del Tractat de París

La guerra dels Set Anys va acabar en 1763. El 10 de febrer, el Tractat de París va ser signat pel duc de Choiseul, el marquès de Grimaldi i John Russell, 4t duc de Bedford. El primer britànic William Pitt s'havia entossudit a mantenir viu el conflicte fins a aconseguir l'anihilament de les forces militars de França al continent americà.
Els tractats de pau que van posar fi a la guerra dels Set Anys representen una victòria per a Gran Bretanya (que veu el creixement sobtat del seu imperi colonial) i Prússia (que es converteix en gran potència europea), i per a França significa la pèrdua de la major part de les seves possessions colonials a Amèrica i Àsia. Els canvis territorials acordats van ser els següents:
- El Regne de Gran Bretanya: de França obté Senegal i les possessions en l'Índia a excepció de Mahé, Yanam, Puducherry, Karaikal i Chandernagor, que conservaria fins ben entrat el segle xx. A Amèrica rep tots els territoris francesos al Canadà, els territoris a l'est del riu Mississipi i a l'oest de les Muntanyes Apalatxes (excepte Nova Orleans), Dominica, Granada, Sant Vicent i Tobago. Els francesos també són obligats a evacuar l'illa de Menorca, ocupada durant la contesa als britànics, que la dominaven des de la guerra de Successió Espanyola. D'Espanya rep la Florida a canvi que retiri les tropes estacionades a la ciutat de Manila (Filipines) i al port de L'Havana (Cuba), i aconsegueix el dret de lliure navegació pel riu Mississipi.
- El Regne d'Espanya: pel Tractat de Fontainebleau de 1762, França li lliura Luisiana a l'oest del Mississipi, inclosa la seva capital, Nova Orleans.
- El Regne de Portugal: Espanya evacua el nord d'Uruguai i la Colònia del Sacramento, ocupats durant la guerra.
- El Regne de França: a més de les cinc places índies esmentades, se li permet conservar l'illa de Gorea i Saint-Pierre i Miquelon. Gran Bretanya li retorna Guadalupe i Martinica i reconeix els seus drets sobre la pesca a Terranova.

El 15 de febrer es va signar el Tractat de Hubertusburg, que va confirmar a Silèsia com a possessió prussiana i va convertir a Prússia en potència europea.
Respecte al Regne de França, la pèrdua de les colònies de Canadà i l'Índia no va ser sentida per les seves elits político-militars com quelcom catastròfic. Es conservaven almenys els drets pesquers a Terranova i la població catòlica francòfona de Quebec rebria un tracte de respecte. D'altra banda, les pèrdues de petites illes a la zona del Carib podien ser compensades, perquè la colònia francesa més extensa i rica del mar Carib, Port-au-Prince (l'actual Haití), produïa la meitat del sucre consumit a tot el món, i el seu comerç amb Àfrica i les Antilles estava en ple apogeu. Així mateix, les colònies de l'Índia es consideraven de molt difícil defensa malgrat les riqueses que significava el comerç francoindi; d'altra banda les colònies de Canadà eren jutjades com a molt pobres i llunyanes en comparació amb les despeses que significaven per a la metròpoli, ja que amb prou feines el comerç de pells resultava l'única activitat que assegurava un lucre fàcil al territori.
Tot i que la depreciació de la moneda per finançar la guerra dels Set Anys va deixar el sistema monetari prussià en desordre, l'Edicte de la Moneda de maig de 1763 el va tornar a l'estabilitat fixant les taxes a les quals s'acceptarien les monedes depreciades i exigint el pagament d'impostos en moneda de valor anterior a la guerra. Això va provocar una escassetat de diners però va permetre controlar els preus alliberant les existències de cereals que tenia en reserva per a les campanyes militars i permetrien a la població civil sobreviure a les regions necessitades, on la collita era pobra, i Frederic va promoure el conreu de la patata com a aliment en veure el potencial de la patata per ajudar a alimentar la seva nació i reduir el preu del pa i calmar la fam després de la guerra.